# Eclissi solare del 7 febbraio 2008
L'eclissi solare del 07 febbraio 2007 è un evento astronomico che ha avuto luogo il suddetto giorno attorno alle ore 3:56 UTC.